# Kor Royal Cup 2010
Der Kor Royal Cup 2010 (thailändisch ฟุตบอลถ้วยพระราชทาน 2553) war die 75. offizielle Ausspielung des Wettbewerbs und wurde am 20. Februar 2010 zwischen dem thailändischen Meister Muangthong United sowie dem FA Cup Sieger Thai Port FC ausgetragen. Das Spiel fand im Suphachalasai Stadium in der thailändischen Hauptstadt Bangkok statt. Muangthong United gewann das Spiel nach Spielabbruch mit 2:0.
Koné Mohamed, ein Spieler der Elfenbeinküste, erzielte in der 67. Minute mit einem Kopfball nach einem Piyachart-Freistoß sein erstes Tor für seinen neuen Verein Muangthong. Zuvor war er vom Chonburi FC nach Pak Kret gewechselt. Der Ivorer Dagno Siaka traf in der 81. Minute mit einem Kopfball zum 2:0. Da bei dem zweiten Tor ein angebliches Handspiel vorausgegangen war, zündeten die Port-Fans Feuerwerkskörper und bewarfen die Spieler und Funktionäre von Muangthong mit Flaschen. Anschließend verbrannten sie am Mittelkreis eine Vereinsfahne sowie ein Trikot von Muangthong. Das Spiel wurde abgebrochen und Muangthong wurde der Titel zuerkannt.

## Spielstatistik
| Paarung           | Muangthong United – Thai Port FC |
| Ergebnis          | 2:0 (0:0) |
| Datum             | 20. Februar 2010 um 17:00 Uhr |
| Stadion           | Suphachalasai Stadium, Bangkok |
| Zuschauer         | 13.000 |
| Schiedsrichter    | Atthakorn Wetchakan |
| Tore              | 1:0 Koné Mohamed (67.) 2:0 Dagno Siaka (81.) |
| Muangthong United | Kawin Thammasatchanan – Prakasit Sansook, Panupong Wongsa, Nattaporn Phanrit , Piyachart Tamaphan – Datsakorn Thonglao (45. Amorn Thammanarm), Moussa Sylla, Dagno Siaka, Yaya Soumahoro – Koné Mohamed, Teeratep Winothai (45. Christian Kouakou Yao) Cheftrainer: René Desaeyere ( Belgien) |
| Thai Port FC      | Ulrich Munze – Mario César, Alef Poh-ji, Moudourou Moise, Pongpipat Kamnuan – Worawut Wangsawad (60. Ekachai Preechakool), Rangsan Iam-Wiroj, Jirawat Makarom, Kiatjarern Ruangparn – Sarayut Chaikamdee , Sompong Soleb Cheftrainer: Sasom Pobprasert                                        |
| Gelbe Karten      | Soumahoro Yaya (52.), Dagno Siaka (66.) – Alef Poh-ji (9.), Rangsan Iam-Wiroj (22.), Worawut Wangsawad (44.) |